# Анаморфне зображення

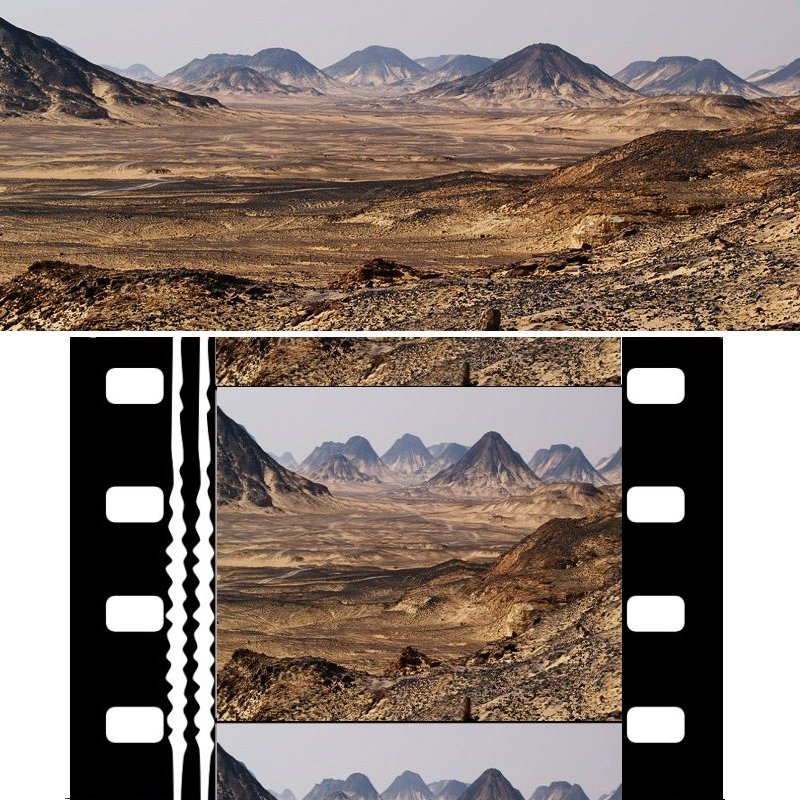

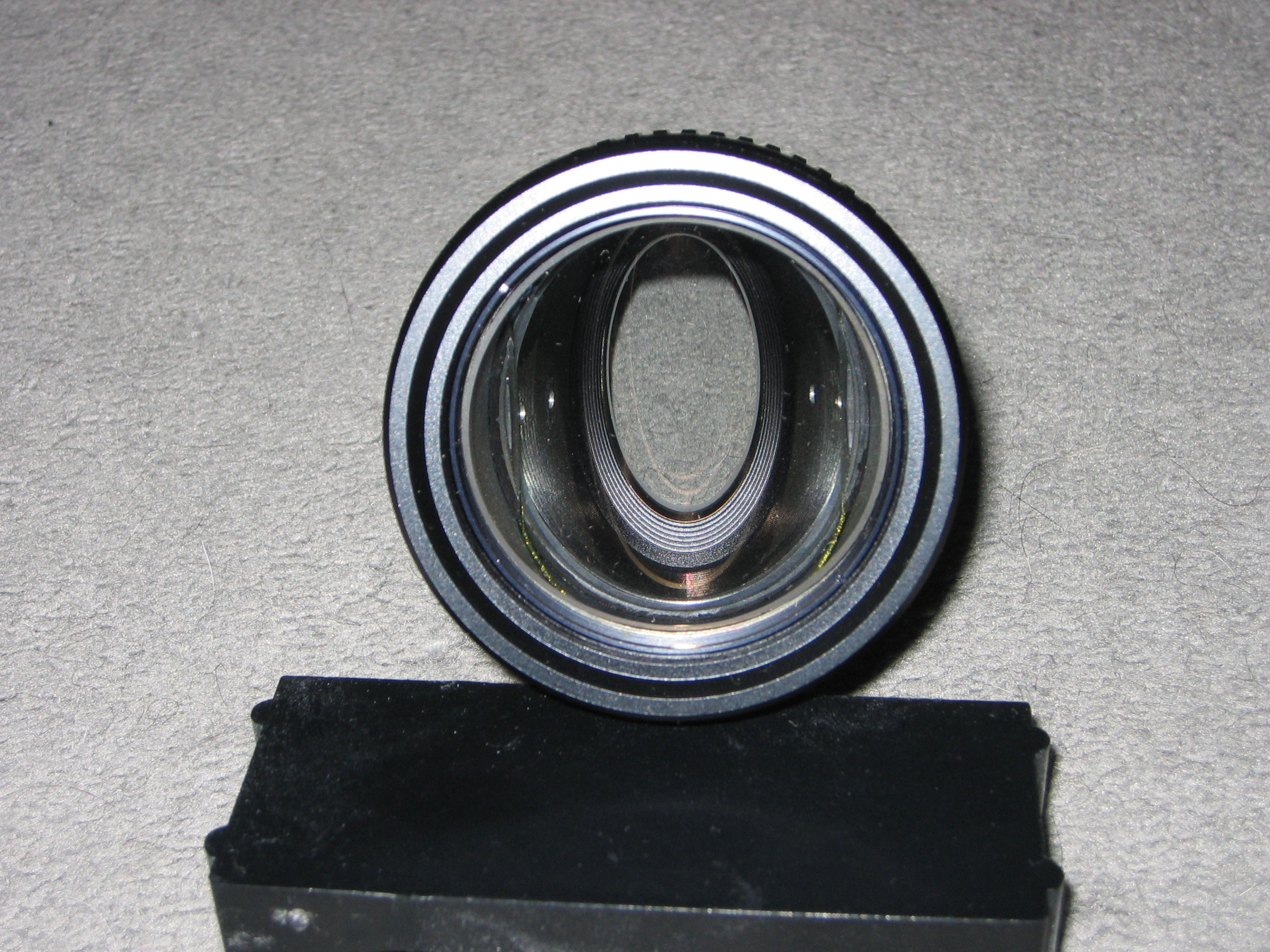

Анаморфне зображення — спотворена проєкція, або перспектива, що потребує від глядача спеціальних пристроїв (або ж огляд з певної точки) для відновлення зображення. Анаморфоване зображення — технічно трансформоване зображення для специфічного відтворення, як напр. у широкоформатному кіно.

## Походження терміна
Слово "анаморфоз" ("anamorphosis") походить від грецького префікса ana, тобто назад або знову, і слова morphe, що означає "форма".

## Цифрове анаморфування
Цифрове анаморфування - технологія цифрового відеозапису або телетрансляції широкоекранного зображення формату 16:9 з цифровим стисненням по горизонталі до співвідношення сторін 4:3, прийнятого в телебаченні стандартної чіткості, і наступним розтягуванням при відтворенні. Застосовується при сучасному мастерингу DVD дисків і в цифровому телемовленні стандартної чіткості. Технологія є цифровим аналогом оптичного анаморфування, застосовуваного при зйомці і демонстрації анаморфованих широкоекранних кінофільмів з використанням циліндричної оптики.